# La Miralda (Alella)
La Miralda és un edifici d'Alella (Maresme) catalogat com a bé cultural d'interès local.

## Història
A principis del segle xviii, hi havia unes vinyes que pertanyien a Can Clarisvalls. El 1833, el comerciant de Manresa Carles Torrents i Miralda va adquirir la finca i va fer construir una nova casa a la zona propera a la riera. Les obres van durar fins al 1856, data que figura al barri antic, que hi dona accés des de la riera.
A finals del segle xix, la finca va ser adquirida per la família Lluçà, que poc després la va vendre als Oliva-Rifà. L'any 1951, data que figura al barri que hi dona accés des del sud, i sota sota la direcció de l'arquitecte Francesc Mitjans i Miró, es referen les façanes, donant al conjunt l'aspecte actual.
La finca va restar en mans de la família fins a l'any 1998, quan va ser venuda en subhasta pública.

## Descripció
Edifici de planta rectangular amb baixos i dos pisos, sobreposat a un d'anterior cobert amb teulada a dues vessants. Destaca especialment la torre o mirador de planta quadrada situat de manera lateral en la coberta, així com les arcades de mig punt suportades per pilastres clàssiques que circumden tot el primer pis.
Els elements arquitectònics són clàssics: balustrades que envolten tot el conjunt, entaulaments, trencaaigües damunt les finestres, i sobretot les dues columnes gegants que presideixen la façana, amb capitells de tipus jònic i que en realitat no tenen funció estructural sinó ornamental.

### Pavelló al jardí de la Miralda
És de planta hexagonal i cobert per una teulada de sis vessants bastant pronunciats amb teules en forma d'escata. S'utilitza el maó com a element constructiu i decoratiu barrejat amb la rajola de colors decorada amb motius geomètrics.
No té cap utilització o finalitat definida sinó que es pot considerar com un element ornamental més del jardí, encara que contrasta amb altres elements més clàssics d'aquest, com són les fonts, les hídries o les balustrades, així com la mateixa casa d'estil clàssicista.